# Małgorzata Basińska
Małgorzata Anna Basińska – polska psycholog, dr hab. nauk humanistycznych, profesor uczelni i kierownik Katedry Psychologii Klinicznej Wydziału Psychologii Uniwersytetu Kazimierza Wielkiego.

## Życiorys
W 1985 ukończyła studia psychologiczne na Katolickim Uniwersytecie Lubelskim Jana Pawła II, 17 września 2002 obroniła pracę doktorską Reumatoidalne zapalenie stawów a osobowość. Udział czynników psychologicznych w genezie i przebiegu choroby, 18 października 2010 habilitowała się na podstawie pracy zatytułowanej Funkcjonowanie psychologiczne pacjentów w wybranych chorobach endokrynologicznych.
Została zatrudniona na stanowisku profesora nadzwyczajnego w Instytucie Pedagogiki na Wydziale Pedagogiki i Psychologii Uniwersytetu Kazimierza Wielkiego, oraz była specjalistą Komitetu Rozwoju Człowieka PAN.
Jest profesorem uczelni i kierownikiem Katedry Psychologii Klinicznej Wydziału Psychologii Uniwersytetu Kazimierza Wielkiego.